# 亚基夫·哈莫
亚基夫·米哈伊洛维奇·哈莫（烏克蘭語：Яків Михайлович Хаммо，1994年6月11日—），乌克兰男子柔道运动员，2015年世界柔道锦标赛男子100公斤以上级铜牌得主、2021年世界柔道锦标赛男子100公斤以上级铜牌得主。